# 堀珠花
堀 珠花（ほり みか、1992年2月17日 - ）は、日本の女子アイスホッケー選手。ポジションはディフェンス。トヨタシグナス所属。姉の未沙季もトヨタに所属するアイスホッケー選手。

## 来歴
北海道苫小牧市生まれ。沼ノ端小学校2年生の時にアイスホッケーを始める。苫小牧市立沼ノ端中学校入学後、トヨタシグナスに入団。北海道苫小牧西高等学校に進学後、2年生次にU-18日本代表に選出され、女子アイスホッケーU18世界選手権ディヴィジョンI優勝とトップディヴィジョン昇格に貢献。2010年3月から4月にかけてアメリカ合衆国・シカゴで開催されたU-18世界選手権トップディヴィジョンにも出場した。北翔大学に進学後の2010年11月にはアイスホッケー女子日本代表に初選出され、栃木県日光市で開催されたチャレンジカップ・オブ・アジアに出場した。2011年アジア冬季競技大会（カザフスタン・アルマトイ）で銀メダル。
2013年2月にスロバキアのポプラトで行われたソチオリンピック最終予選に出場し、4大会ぶりの予選突破に貢献した。4月にノルウェーで開催された女子アイスホッケー世界選手権ディヴィジョンIでは日本が優勝を決めたオーストリア戦でゲームベストプレーヤーに選出された。2014年ソチオリンピックに出場する日本代表にも選出されている。

## 日本代表歴
- U18世界選手権（2009,2010）
- ソチオリンピック最終予選
- 女子アイスホッケー世界選手権（2012,2013）